# عمرو الليثي
عمرو ممدوح فؤاد الليثي الكناني إعلامي وصحفي مصري ومستشار سابق لرئيس الجمهورية المصرية ، رئيس اتحاد اذاعات وتليفزيونات دول منظمة التعاون الاسلامي ورئيس مجلس ادارة مركز بحوث الراي العام بجامعة مصر للعلوم والتكنولوجيا ونائب رئيس غرفة صناعة السينما ورئيس مجلس إدارة ورئيس تحرير جريدة الخميس الأسبوعية. ونائب رئيس جامعة مصر للعلوم والتكنولوجيا لشئون البيئة وخدمة المجتمع  
حائز على جائزة اليونسكو في التنمية البشرية،  وهو من عائلة لها اهتمامات إعلامية، فوالده هو المنتج ممدوح الليثي.[بحاجة لمصدر]

## المؤهلات العلمية
- حاصل على بكالوريوس المعهد العالى للسينما بتقدير جيد جداً (1990).
- حاصل علي ماجيستير في علوم الإعلام (2001) من جامعة آدم سميث بالولايات المتحدة الأمريكية.
- حاصل على دكتوراة الفلسفة في النقد الفنى بتقدير امتياز مع مرتبة الشرف عام 2012من أكاديمية الفنون –المعهد العالى للنقد الفنى -قسم النقد السينمائى والتليفزيونى وموضوع الرسالة عن (الابعاد الجمالية والاجتماعية بين البرامج والدراما التليفزيونية في الفترة من 1993-2008)
- فاز بجائزة منظمة اليونسكو في مجال الاعلام التنموي International program for development of communication IPDC الممنوحة لعام (2010).
- منح درجة الدكتوراه الفخرية من الكلية الأمريكية للتنمية البشرية يناير 2013.[4]

## المناصب
- الخبرات الأكاديمية

● أستاذ ماده الإنتاج التلفزيوني بكليه الإعلام جامعه القاهرة أعوام 2013،2014
● أستاذ ماده الإعداد التلفزيوني بكليه الآداب قسم إعلام جامعه عين شمس أعوام 2014,2015,2016
● أستاذ بكلية إدارة الاعلام بالأكاديمية العربية للعلوم والتكنولوجيا والنقل البحرى عام 2016:2018
●	أستاذ ماده النقد بأكاديمية الفنون أعوام 2009:2011
●	أستاذ بكليه الاعلام جامعه مصر في مواد جمع الأخبار الكترونيا والصحافة الإذاعية وانتاج تلفزيوني 2013:2021
●	وكيل كلية الاعلام جامعة مصر للعلوم والتكنولوجيا 2014:2019
●	نائب رئيس جامعة مصر للعلوم والتكنولوجيا لشئون البيئة وخدمة المجتمع 2019:2021
●	رئيس مجلس إدارة مركز بحوث الراى العام بجامعة مصر للعلوم والتكنولوجيا. 2020-2021
●	عضو لجنه قطاع بالتعليم العالي لمعاهد الاعلام واللغات
●	عضو لجنة تحكيم المسابقة الوطنية لمختبر الشهرة التابعة لاكاديمية البحث العلمى والتكنولوجيا بالشراكة مع المجلس الثقافى البريطانى 2020 و 2021
●	عضو بمجلس أمناء جامعة الاهرام الكندية ٢٠٢١
الخــــــــــبــــرات في مجال إدارة القنوات التلفزيونية
●	مدير عام قناة MBC بلندن (1991-1999)
●	المستشار الاعلامى بلجنة الثقافة والاعلام بمجلس الشعب (2004-2010)
●	رئيس قطاع الإنتاج البرامجى بمدينة الأنتاج الأعلامى (2003-2008)
●	رئيس شبكة قناة الحياة 2018
●	رئيس شبكة قناة العاصمة 2018
●	مستشار لشركة سينرجى للأنتاج (2017-30 مايو2018)
●	رئيس شبكة قنوات النهار (2018- 30يونيو 2020)
الخبرات
●	مخرج بالقناة الثالثه- التلفزيون المصرى (1988 : 1991)
●	مقدم برنامج اختراق بالتليفزيون المصري (2001 : 2010).
●	مقدم برنامج واحد من الناس على قناة دريم 2 (2007 : 2010).
●	مقدم البرنامج الدينى الإجتماعى حياتنا مع الحبيب (على الجفرى) على قناة دريم
(2008 : 2010).
●	مقدم برنامج واحد من الناس على قناة المحور
●	مقدم برنامج 90 دقيقة على قناة المحور
●	مقدم برنامج بوضوح على قناة الحياة
●	مقدم برنامج واحد من الناس على قناة الحياة
●	مقدم برنامج كلمة ونص على اذاعة الشرق الأوسط
●	مقدم برنامج كلمة ورد غطاها على اذاعة الشرق الأوسط
●	مقدم برنامج خط الخير على راديو مصر
●	مقدم برنامج واحد من الناس على قناة النهار
●	رئيس جمعية نهضة مصر الثقافية الفكرية الإعلامية.
●	رئيس مجلس امناء مؤسسة واحد من الناس الخيرية والمهتمة بالقضاء على مشاكل العشوائيات ومكافحة الفقر
●	عضو مجلس أمناء مؤسسة معا للعشوائيات
●	عضو مؤسس لبنك الطعام المصرى لعام 2000
●	سفير منظمة الصحة العالمية للعطاء عن عام 2009/2010(المكتب الاقليمى لشرق المتوسط).
●	عضو مجلس إدارة مركز البحوث واستطلاعات الرأى العام التابع لجامعة مصر للعلوم والتكنولوجيا
●	مدير عام اتحاد الاذاعات الإسلامية 2021

## المؤلفات
قام بإصدار مجموعة من الكتب أهمها:
●	نفوس عارية (1994)
●	القدس (1999)
●	اورشليم (1997)
●	اللي اختشوا ماتوا (2000)
●	اختراق (2003)،
●	العميل بابل (2008)
●	اللحظات الاخيرة في حياة الرئيس عبد الناصر (2009).
●	كتاب البرامج والدراما التليفزيونية 2013
●	الصحافة الإذاعية وجمع الأخبارالإلكترونية (2015)
●	كتاب مابين البرامج والدراما 2018

## الجوائز
1.	جائزة أفضل مدير قناة تلفزيونيهM B C لعام 1995
2.	جائزة أفضل مقدم برامج سياسية في مهرجان القاهرة للإذاعة والتليفزيون أعوام 2001، 2002، 2004 (الجائزة الذهبية).
3.	جائزة أفضل مقدم برامج في استفتاء كلية الطب جامعة عين شمس عام 2005 .
4.	أفضل مقدم برامج عام 2008 في استفتاء جامعة اسيوط.
5.	أفضل مقدم برامج سياسيه عام 2006 في الاستفتاء الذي اجراه مركز المعلومات التابع لمجلس الوزراء.... كما حصل اختراق على أكبر نسبه مشاهده لبرنامج سياسى لعام2007.
6.	جائزة قناة CNN عن أفضل برنامج تحقيقات لعام 2007 عن ملف سكان المقابر.
7.	جائزة مصطفى وعلي امين الصحفية عن عام 2008 .
8.	جائزة أفضل مقدم برامج عن عام 2008 من جامعة الدول العربية.
9.	جائزة أفضل مقدم برامج لعام 2009 من جريدة الجمهورية.
10.	حاصل على جائزة اليونسكو في مجال الإعلام التنموى عن عام 2010 لاسهاماته في مكافحة الفقر والامراض وتوفير فرص عمل للشباب وكذلك لاسهاماته في توفير المشروعات الصغيرة لغير القادرين ويعد العربى الوحيد الحاصل على هذه الجائزة العالمية والتى تتنافس عليها 60 دولة في العالم
11.	حاصل على جائزة المجلس القومى للمرأة والاتحاد الاوروبى لاهتمامه بقضايا المرأة 2012
12.	حاصل على جائزة أفضل اعلامى من اتحاد المنتجين العرب وجامعة الدول العربية 2012
13.	حاصل على جائزة نادى الانجازات المصرية كضمن أكثر 10 شخصيات مؤثرة في العمل الاجتماعى في مصر 2012
14.	حاصل على الدكتوراه الفخرية من الكلية الأمريكية في مجال التنمية البشرية 2012
15.	تم اختياره سفيرا للنوايا الحسنة في منطقة الشرق الأوسط من قبل المجلس الدولى لحقوق الإنسان والتحكيم والدراسات السياسية والاستراتيجية 2013
16.	حاصل على جائزة نادى الانجازات المصرية كضمن أكثر 10 شخصيات مؤثرة في العمل الاجتماعى في مصر 2013
17.	حاصل على لقب أفضل إعلامي منذ قيام الثورة من المركز المصري لدراسات الإعلام والرأي العام «تكامل مصر» 2013.
18.	حاصل على درع جامعة عين شمس لدوره المتميز في دعم الطلاب2015
19.	حاصل على درع كلية الاداب جامعة عين شمس 2015
20.	حاصل على درع كلية الاداب جامعة عين شمس نظراً لدوره الهام في مجال الإعلام التنموى.2016
21.	حاصل على أفضل مقدم برامج في استفتاءات صحف الوطن والوفد والفجر ووشوشة عام 2016
22. حاصل على شهادة جينيس لاكبر عدد من الناس يتطوع للتبرع بالدم في ثمانية ساعات بالتعاون مع المركز القومى للتبرع بالدم ومصر للاتصالات ومؤسسة نبض الحياة 23فبراير 2016 .
23.	حاصل على أفضل مقدم برامج اجتماعية لعام 2017 في استفتاء وشوشة عن
برنامج #واحد_من_الناس.
24.	حاصل على أفضل أعلامى لعام 2019 في استفتاء فيتو
25.	تكريم من المجلس القومى للاعاقه لدوره في دعم قضايا ذوى الاحتياجات الخاصة 2020
26.	حاصل على أفضل أعلامى لعام 2020 في استفتاء فيتو

## أعماله الإعلامية
- برنامج إشارة مرور يذاع أيام الأحد والثلاثاء على راديو مصر fm 88.7 الساعة السادسة مساء
- برنامج 90 دقيقة : برنامج توك شو اجتماعى يذاع أيام السبت والأحد والاثنين الساعة الثامنة على قناة المحور.
- برنامج حياتنا: برنامج ديني، يحاور فيه الداعية الإسلامي علي الجفري. ويهدف البرنامج الذي يعرض على قناة دريم 2، إلى ربط تعاليم الإسلام بالحياة اليومية للفرد.[5]
- برنامج اختراق: عرض على التليفزيون المصري. حيث قام فيه بفتح الملفات السياسية المصرية القديمة، مثل: اغتيال السادات، ووفاة عبد الناصر، والمشير عامر، ومقتل الملك فاروق، والمخابرات العامة المصرية.
- برنامج المواجهة: على قناة الساعة.
- برنامج واحد من الناس: بدأ عـرضه في اواخر النصف الآول من عـام 2009 على قناة دريم 2 حيث يناقش فيه مشكلات وحياة المجتمع المصري ويخــصص فقـرة ليستضيف ضيفاً مـا سواء في مجـال الفن أو السيـاسة أو الاقتصـاد للتحـاور معه يـذاع كل خميـس السـاعة 8 م بتوقيت جرينتش و 10 م بتوقيت القـاهرة على قنـاة دريم 2.
- برنامج أنـا عـرض في رمضـان 2010 على قنـاة دريم 2 كان يعتمـد هذا البـرنامج على التحليـل النفسـي لشخصيـة الضيـف من خـلال مجمـوعة اسئـلة توجه له وتقـدر بدرجـات من 20 درجة يعطيهــا الضيـف لنفسـه قبيـل نهـاية الحلقـة ومن ثمـ يقف الضيـف على شـاشة كمبيـوتر ليصف نفسـه بجمـله واحدة.
- برنامج في الميدان بقناة التحرير على نايلسات البرنامج يعرض يوم الاثنين والخميس من كل اسبوع.

## مستشارًا لرئيس الجمهورية
تم تعينه واختياره مستشارًا لرئيس الجمهورية في 2012،  واستقال من الفريق الرئاسي احتجاجًا على الإعلان الدستوري المكمل (نوفمبر 2012).